# 시계꽃
시계꽃(Passiflora caerulea)은 브라질 원산의 상록성 덩굴식물로 많은 나라에서 관상 식물로 재배한다.

## 특징
줄기는 길이 약 4m로 자라고, 잎은 손바닥처럼 다섯 갈래로 깊게 갈라져 있다. 지름이 약 8cm인 꽃에는 꽃잎과 꽃받침잎이 각각 다섯 장씩 달려 있는데, 꽃잎은 안쪽이 옅은 붉은색이나 파란색을 띠고 꽃받침잎은 안쪽이 흰색이나 연분홍색 또는 옅은 파란색을 띤다. 꽃의 부화관은 방사상으로 퍼졌고,위와 아래가 자주색을 띤다. 노랗게 익은 열매는 먹을 수 있고 개화기는 7-8월이다.